# Polens bidrag i Eurovision Song Contest

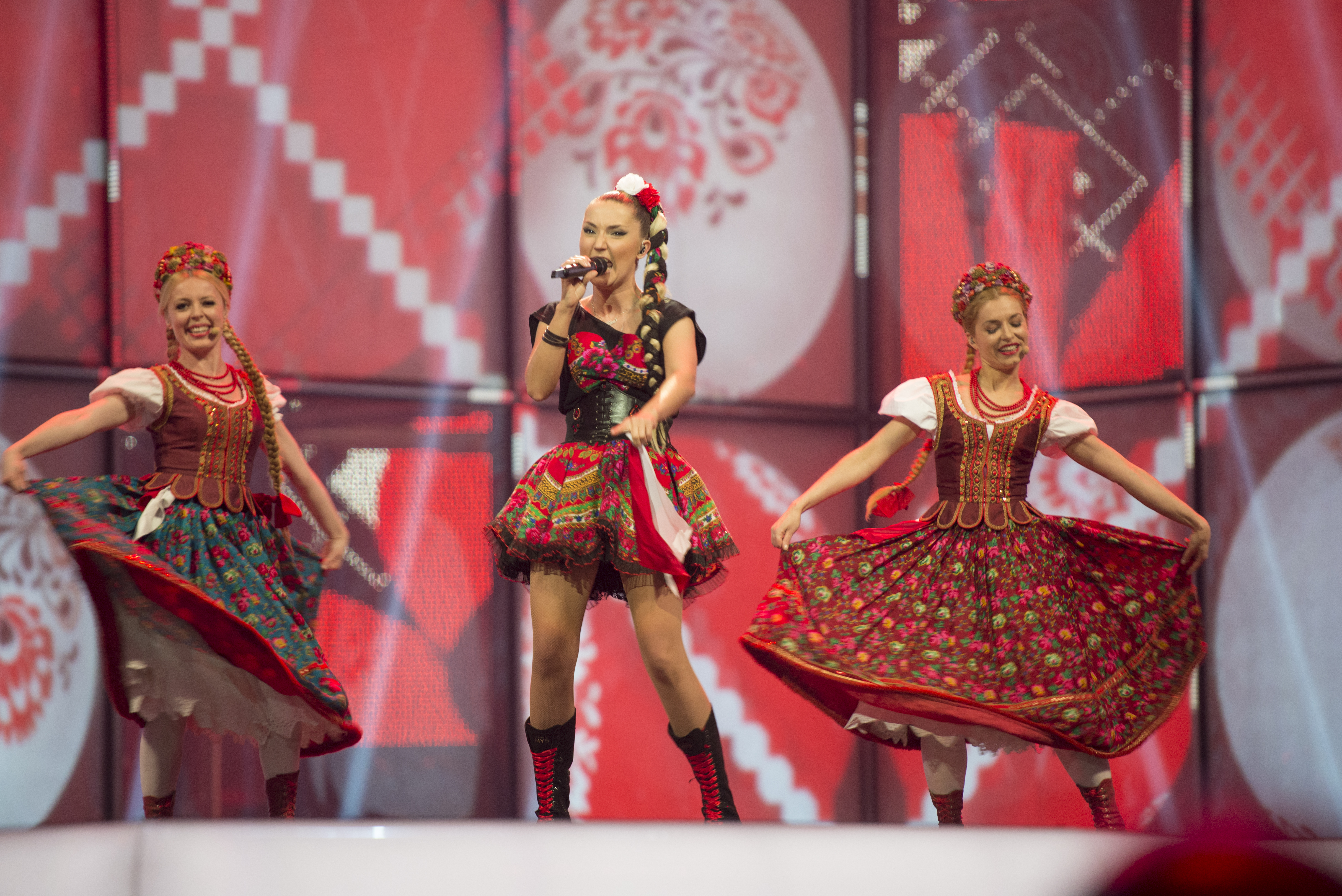
Donatan & Cleo i Köpenhamn 2014.

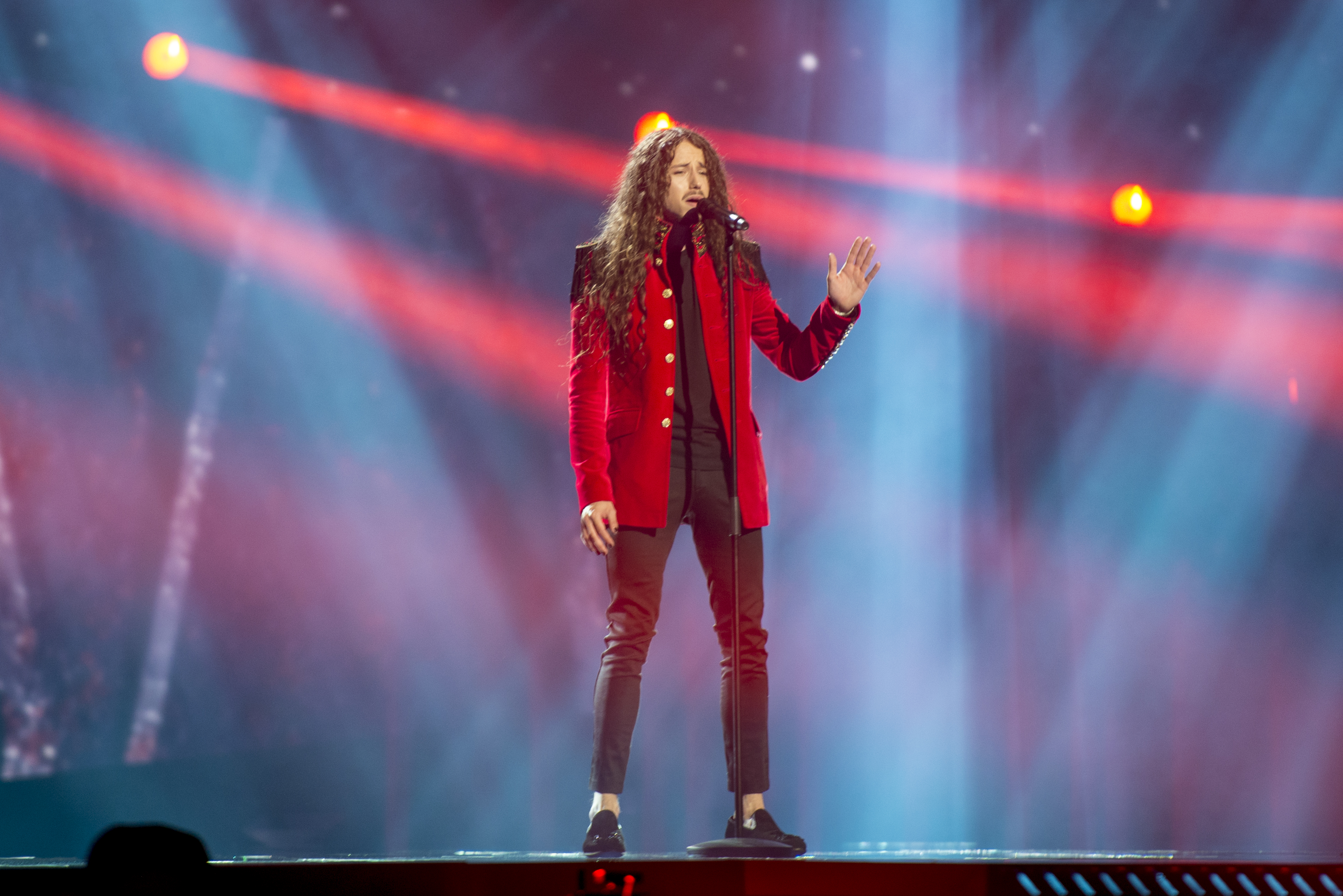
Michał Szpak i Stockholm 2016.

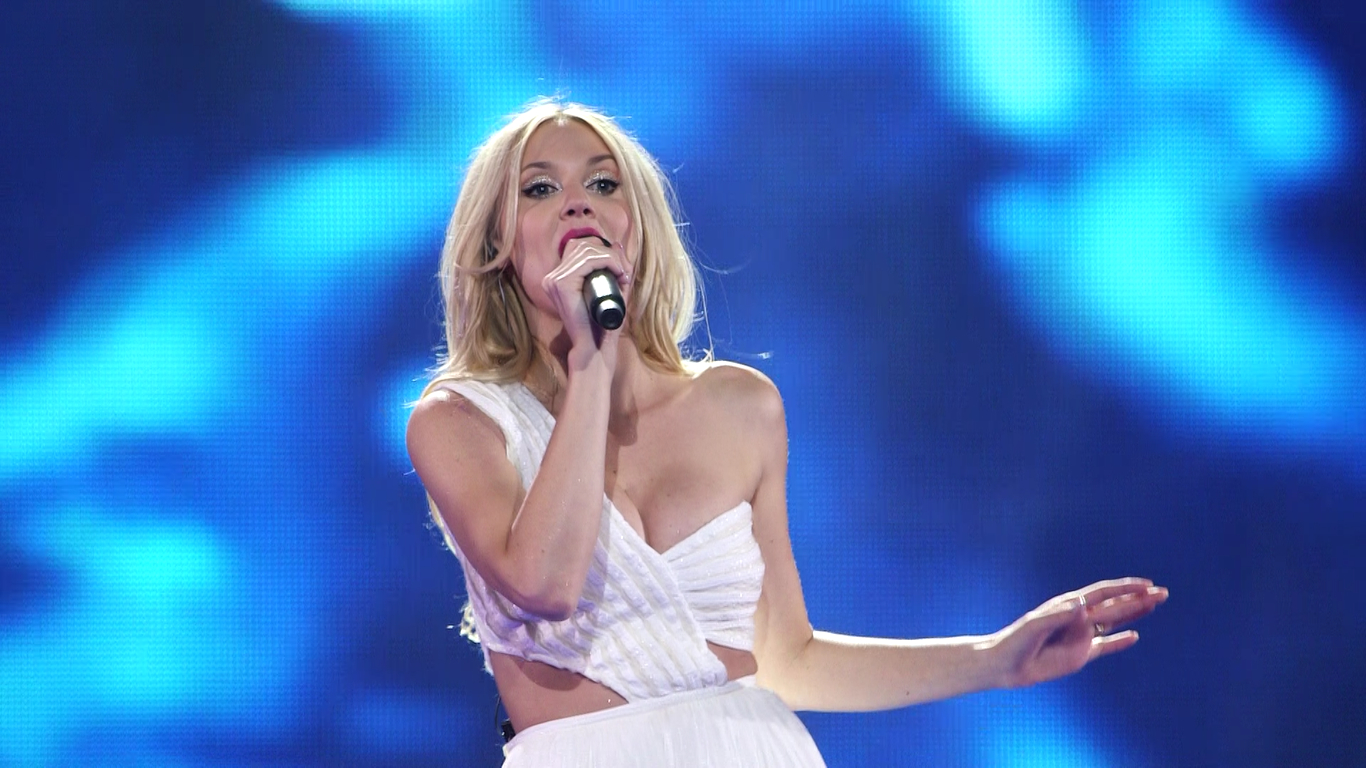
Kasia Moś i Kiev 2017.

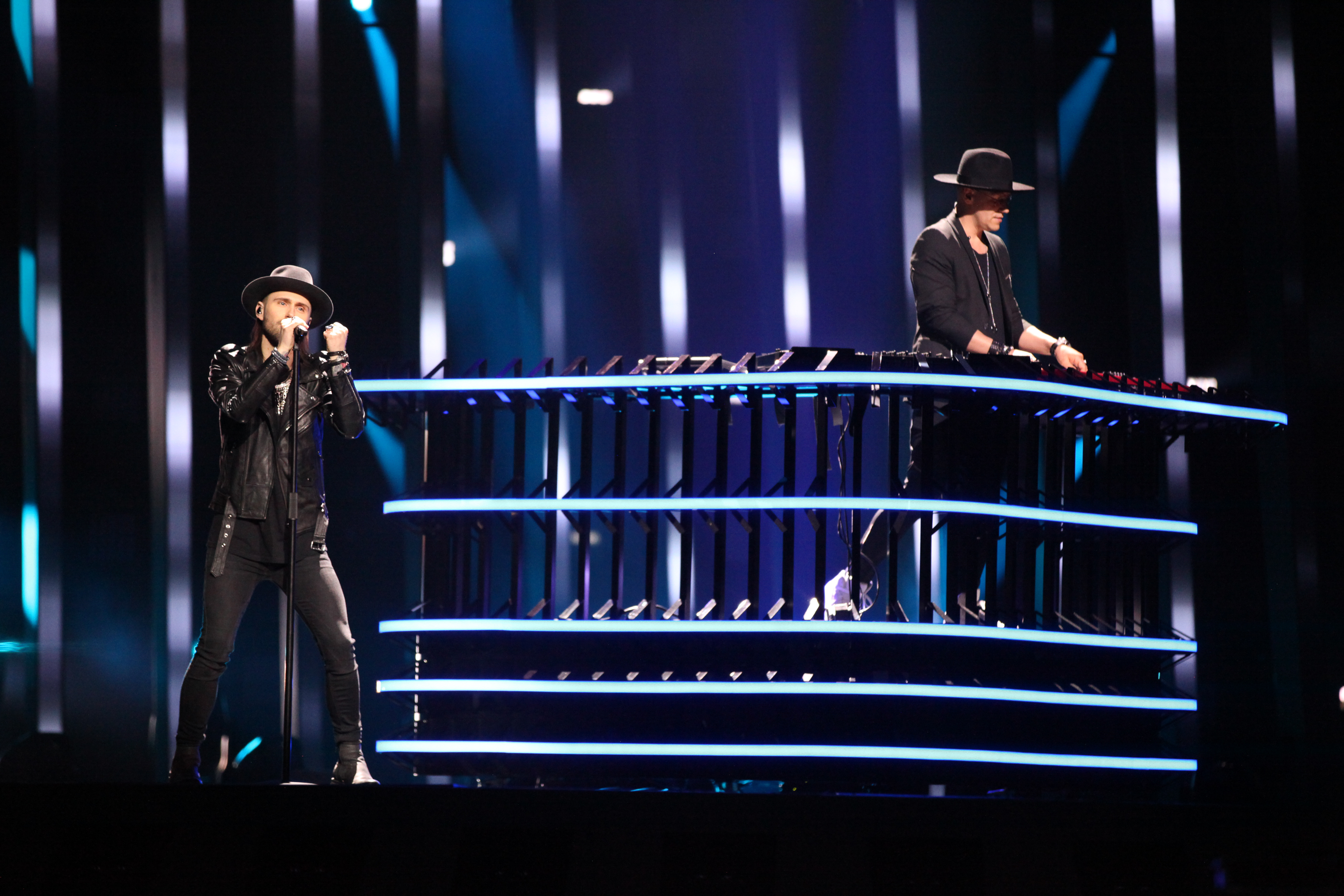
Gromee feat. Lukas Meijer i Lissabon 2018.

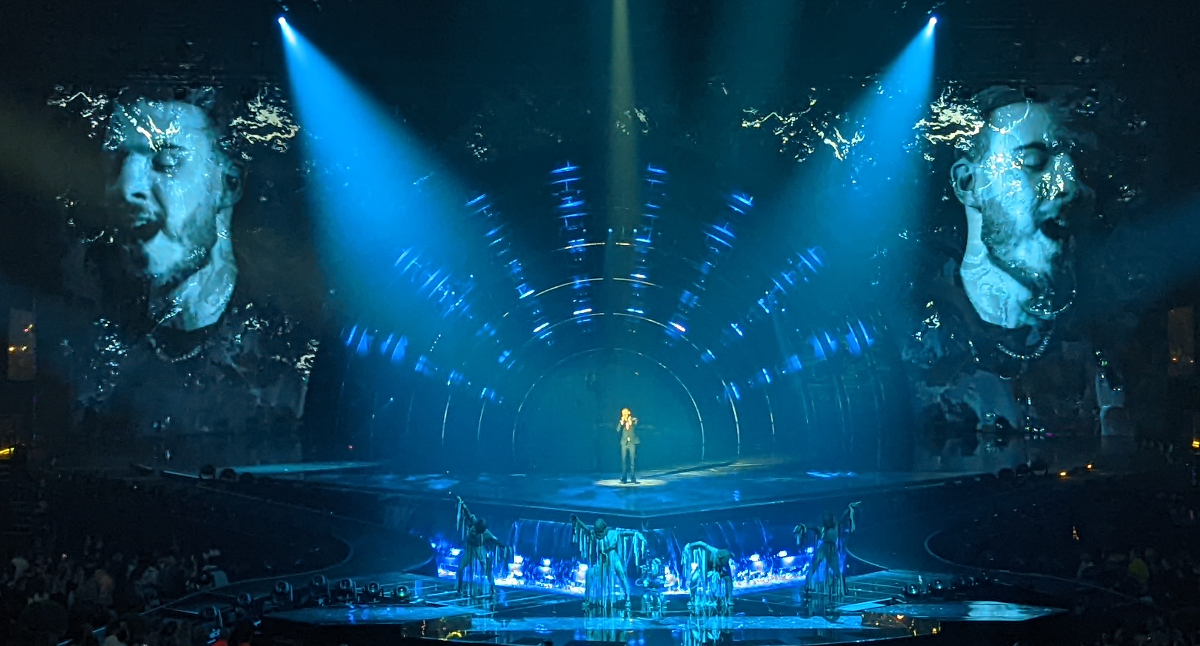
Ochman i Turin 2022.

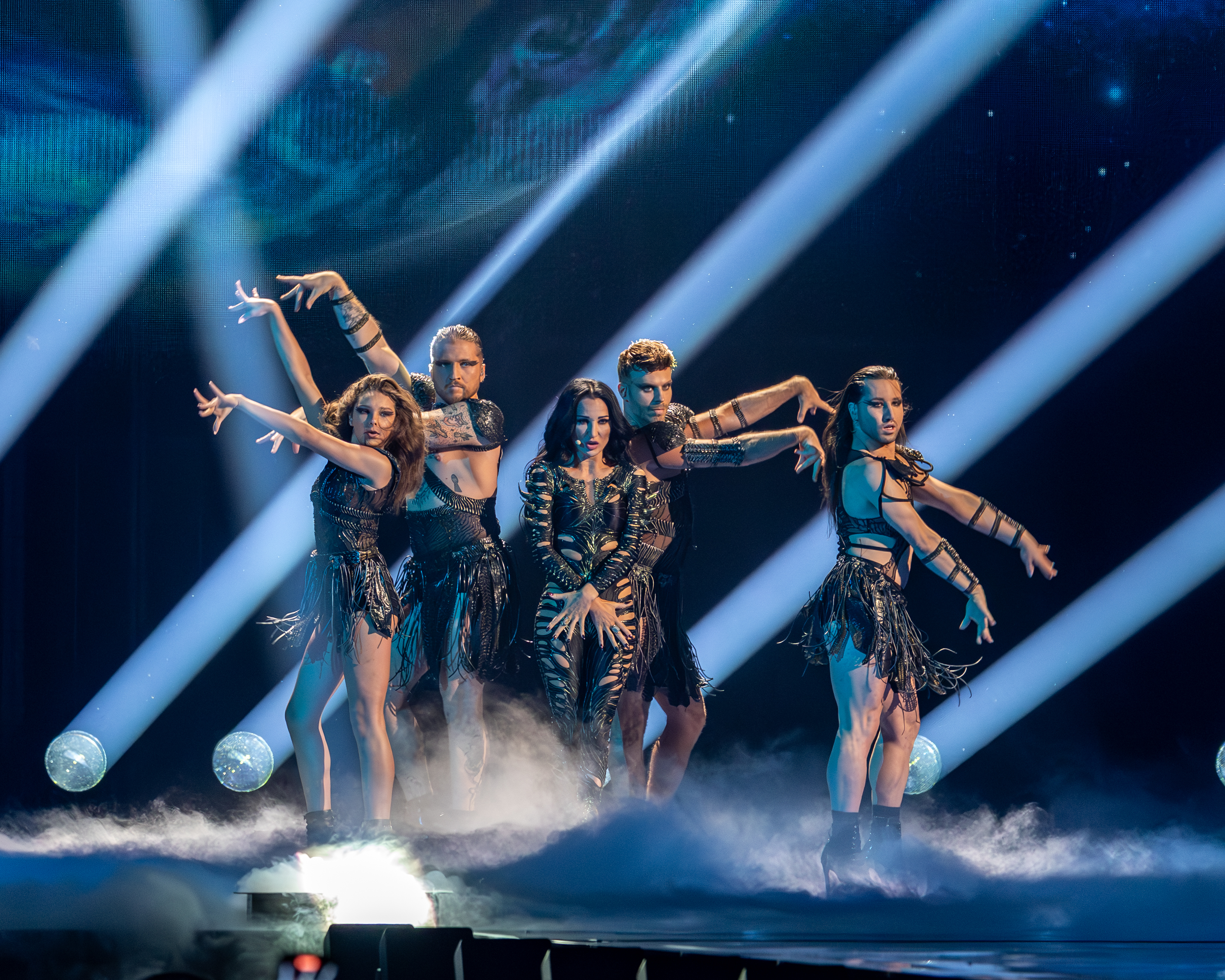
Justyna Steczkowska i Basel 2025.

Polen debuterade i Eurovision Song Contest 1994 och har till och med 2025 deltagit 27 gånger. Det polska tv-bolaget Telewizja Polska (TVP) har ansvarat för Polens medverkan varje år sedan 1994. Genom åren har Polen varierat sitt sätt att utse artisten och bidraget, antingen genom internval eller en nationell tävling.
Polen har hittills inte stått som segrare i en eurovisionsfinal. Polen har som bäst nått andraplats vilket kom debutåret 1994. Andraplatsen från 1994 är också enda gången hittills Polen stått på pallplats.

## Polen i Eurovision Song Contest

### Historia
Polen debuterade i Eurovision Song Contest 1994 och fick då sitt hittills bästa resultat med Edyta Górniaks andraplats med låten To nie ja. Polen innehar därmed ett rekord jämte Serbien och Montenegro att nå så högt som andraplatsen på sitt debutår. Ett rekord som Serbien slog 2007. Górniak var dock nära att diskvalificeras då hon under repetitionerna sjöng refrängen på engelska, vilket var emot reglerna. Juryn satte poäng på repetitionerna. När hon sjöng under direktsänd tv sjöng hon på polska. Efter Górniaks andraplats deltog Polen samtliga år fram till och med 1999. Åren 1995–1999 nådde Polen inga större framgångar och hamnade utanför topp tio vid samtliga tillfällena. Från 1994 fram till 2003 var de dåvarande tävlingsreglerna sådana att länder som placerade sig sämre ett år fick avstå medverkan året därpå för att kunna göra plats åt andra länder som hade fått avstå året innan att delta (Sovjetunionens och Jugoslaviens fall resulterade i att fler länder ville delta vilket ledde till denna regel). Polen uteblev därmed från tävlan åren 2000 och 2002 då man hade placerat sig dåligt året innan. 2003 representerades Polen av gruppen Ich Troje med låten Keine Grenzen - Żadnych granic som slutade på en sjundeplats i finalen i Riga. Resultatet är hittills Polens bästa sedan andraplatsen 1994. När systemet med semifinal introducerades 2004 var Polen direktkvalificerade till finalen i Istanbul. Enligt dåvarande system direktkvalificerade sig samtliga topp tio länder till finalen året därpå, vilket Ich Trojes sjundeplats året innan gav Polen direktplats i finalen 2004. Men i finalen 2004 slutade Polen på sjuttonde plats vilket medförde att Polen behövde vara i semifinal året därpå. I semifinalen i Kiev 2005 var Polen nära att kvala sig till finalen, men hamnade på elfte plats med fyra poäng bakom Lettland som kom på tionde plats. Ich Troje representerade Polen igen, denna gången i semifinalen 2006. Men gruppen misslyckades och slutade på elfte plats i semifinalen igen, denna gången sex poäng efter Nordmakedonien som kom på tionde plats och gick till finalen.
2008 introducerades systemet med två semifinaler, och Polen kvalade sig in till finalen i Belgrad. I semifinalen hade topp nio valts ut av tittarna medan juryn hade fått en wildcard att dela ut till en tionde finalist. Det behövde inte vara den som tittarna röstade till tiondeplatsen, utan det kunde bli vilken som helst som tittarna röstat på plats 10–19. Polen, som hade slutat på tionde plats bland tittarna fick också juryns wildcard. Jurygrupperna valde därmed samma land som tittarna. Men väl i finalen hamnade Polen på tjugofjärde plats, näst sist, före Storbritannien.  Efter att ha kommit sist i sin semifinal 2011 valde Polen att dra sig ur tävlingen. Landet valde att prioritera sitt värdlandskap (med Ukraina) i Fotbolls-EM samt även prioritera att tävla i OS samma sommar. Landets nationella TV-bolag TVP hade därmed inte råd att även vara med i tävlingen 2012. Man valde dessutom att inte sända vare sig semifinalerna eller finalen. Polen återvände heller inte till tävlingen 2013 i Malmö. Anledningen till att inte återkom till det här året blev dock aldrig klarlagd.
När Polen återvände till tävlingen 2014 gick det bättre. När man kvalificerade sig till finalen i Köpenhamn 2014 var det första gången på sex år som man nådde finalen. Polen kvalade sig därefter till finalen fram till och med 2017. 2016 gick det bäst för Polen då man slutade på åttonde plats i finalen i Stockholm. Juryn hade då placerat Polen näst sist i finalen, medan tittarna placerade bidraget på fjärde plats. Mellan 2018 och 2021 misslyckades Polen med att kvala sig till finalen. 2022 lyckades Polen återigen kvala till finalen med Ochman som slutade på tolfte plats. 2023 fick TVP mycket kritik mot uttagningen "Tu bije serce Europy! Wybieramy hit na Eurowizję" då juryns ordförande påstods ha kopplingar till vinnaren Blanka. Juryn anklagades också för att avsiktligt sänka tittarnas favorit till förmån för Blanka. Trots kritiken slutade Polen på nittonde plats i finalen och trea i semifinalen, vilket är landets hittills bästa resultat i en semifinal. 2024 valde TVP att internt välja ut LUNA till att representera landet i tävlingen. Polen misslyckades med att nå finalen det året.

### Nationell uttagningsform
Det polska TV-bolaget valde landets representanter internt fram till 2003, då den första nationella tävlingen hölls med namnet "Krajowe Eliminacje do Konkursu Piosenki Eurowizji". Folket avgjorde tävlingen genom telefonröstande. Tävlingens upplägg återkom året efter, men 2005 valde man att utse både artisten och bidraget internt. 2006 återkom man med den nationella finalen med namnet "Piosenka dla Europy" där man anordnade en final där man använde 50/50-metoden mellan juryn och tittarna att välja ut artisten och bidraget. 2010 bytte uttagningen namn igen till "Krajowe Eliminacje" där man endast utgick från tittarnas röster. När Polen återvände till Eurovision 2014 använde sig TVP av interval både 2014 och 2015. Krajowe Eliminacje återvände som nationell tävling 2016 och varade fram till 2018 då man året efter valde att använda interval igen. 2022 valde man att göra om uttagningen med en final där juryn och tittarna fick välja ut bidraget i tävlingen under det nya namnet "Tu bije serce Europy! Wybieramy hit na Eurowizję". Efter mycket kritik mot uttagningens resultat 2023 valde TVP att välja ut 2024 års bidrag internt, men återgick till en nationell tävling 2025.

## Resultattabell
| 1 | Vinnare                            |
| 2 | Andra plats                        |
| 3 | Tredje plats                       |
| ◁ | Sista plats                        |
| X | Ett bidrag valdes men tävlade inte |

| År                               | Artist                     | Bidrag                         | Språk                                   | Final              | Poäng              | Semi               | Poäng              |
| -------------------------------- | -------------------------- | ------------------------------ | --------------------------------------- | ------------------ | ------------------ | ------------------ | ------------------ |
| 1994                             | Edyta Górniak              | To nie ja                      | Polska                                  | 2                  | 166                | Inga semifinaler   | Inga semifinaler   |
| 1995                             | Justyna Steczkowska        | Sama                           | Polska                                  | 18                 | 15                 | Inga semifinaler   | Inga semifinaler   |
| 1996                             | Kasia Kowalska             | Chcę znać swój grzech          | Polska                                  | 15                 | 31                 | 15                 | 31                 |
| 1997                             | Anna Maria Jopek           | Ale jestem                     | Polska                                  | 11                 | 54                 | Inga semifinaler   | Inga semifinaler   |
| 1998                             | Sixteen                    | To takie proste                | Polska                                  | 17                 | 19                 | Inga semifinaler   | Inga semifinaler   |
| 1999                             | Mietek Szczesniak          | Przytul mnie mocno             | Polska                                  | 18                 | 17                 | Inga semifinaler   | Inga semifinaler   |
| Deltog inte 2000                 |                            |                                |                                         |                    |                    |                    |                    |
| 2001                             | Piasek                     | 2 Long                         | Engelska                                | 20                 | 11                 | Inga semifinaler   | Inga semifinaler   |
| Deltog inte 2002                 |                            |                                |                                         |                    |                    |                    |                    |
| 2003                             | Ich Troje                  | Keine Grenzen - Żadnych granic | Tyska, polska, ryska                    | 7                  | 90                 | Inga semifinaler   | Inga semifinaler   |
| 2004                             | Blue Café                  | Love Song                      | Engelska                                | 17                 | 27                 | Direktkvalificerad | Direktkvalificerad |
| 2005                             | Ivan & Delfin              | Czarna Dziewczyna              | Polska, ryska                           | Kvalificerade inte | Kvalificerade inte | 11                 | 81                 |
| 2006                             | Ich Troje feat. Real McCoy | Follow My Heart                | Engelska, polska, tyska, ryska, spanska | Kvalificerade inte | Kvalificerade inte | 11                 | 70                 |
| 2007                             | The Jet Set                | Time To Party                  | Engelska                                | Kvalificerade inte | Kvalificerade inte | 14                 | 75                 |
| 2008                             | Isis Gee                   | For life                       | Engelska                                | 24                 | 14                 | 101                | 421                |
| 2009                             | Lidia Kopania              | I Don't Wanna Leave            | Engelska                                | Kvalificerade inte | Kvalificerade inte | 12                 | 43                 |
| 2010                             | Marcin Mroziński           | Legenda                        | Engelska, polska                        | Kvalificerade inte | Kvalificerade inte | 13                 | 44                 |
| 2011                             | Magdalena Tul              | Jestem                         | Polska                                  | Kvalificerade inte | Kvalificerade inte | 19                 | 18                 |
| Deltog inte mellan 2012 och 2013 |                            |                                |                                         |                    |                    |                    |                    |
| 2014                             | Donatan & Cleo             | My Słowianie - We Are Slavic   | Engelska, polska                        | 14                 | 62                 | 8                  | 70                 |
| 2015                             | Monika Kuszyńska           | In the Name of Love            | Engelska                                | 23                 | 10                 | 8                  | 57                 |
| 2016                             | Michał Szpak               | Color of Your Life             | Engelska                                | 8                  | 229                | 6                  | 151                |
| 2017                             | Kasia Moś                  | Flashlight                     | Engelska                                | 22                 | 64                 | 9                  | 119                |
| 2018                             | Gromee feat. Lukas Meijer  | Light Me Up                    | Engelska                                | Kvalificerade inte | Kvalificerade inte | 14                 | 81                 |
| 2019                             | Tulia                      | Fire of Love (Pali się)        | Polska, engelska                        | Kvalificerade inte | Kvalificerade inte | 11                 | 120                |
| 2020                             | Alicja Szemplińska         | Empires                        | Engelska                                | Tävlingen inställd | Tävlingen inställd | Tävlingen inställd | Tävlingen inställd |
| 2021                             | Rafał                      | The Ride                       | Engelska                                | Kvalificerade inte | Kvalificerade inte | 14                 | 35                 |
| 2022                             | Ochman                     | River                          | Engelska                                | 12                 | 151                | 6                  | 198                |
| 2023                             | Blanka                     | Solo                           | Engelska                                | 19                 | 93                 | 3                  | 124                |
| 2024                             | LUNA                       | The Tower                      | Engelska                                | Kvalificerade inte | Kvalificerade inte | 12                 | 35                 |
| 2025                             | Justyna Steczkowska        | Gaja                           | Polska, engelska                        | 14                 | 156                | 7                  | 85                 |

1 Tog sig till final som juryns val.

## Röstningshistorik

### Poäng från Polen
Poängen gäller endast finaler fram till och med 2019. 
| Endast finaler | Endast finaler | Endast finaler |
| Nr             | Land           | Poäng          |
| -------------- | -------------- | -------------- |
| 1              | Ukraina        | 120            |
| 2              | Sverige        | 87             |
| 3              | Norge          | 67             |
| 4              | Tyskland       | 64             |
| 5              | Belgien        | 63             |

### Poäng till Polen
Poängen gäller endast finaler fram till och med 2018.
| Endast finaler | Endast finaler | Endast finaler |
| Nr             | Land           | Poäng          |
| -------------- | -------------- | -------------- |
| 1              | Tyskland       | 68             |
| 2              | Österrike      | 48             |
| 3              | Storbritannien | 40             |
| 4              | Frankrike      | 39             |
| 5              | Irland         | 37             |